# Anarhizem
Anarhizem je splošen izraz, s katerim opisujemo različne politične nazore in družbena gibanja, ki zagovarjajo odstranitev hierarhije oziroma vsiljene avtoritete na področju politike, gospodarstva in religije. Te filozofije opredeljujejo anarhijo kot družbo, temelječo na prostovoljnem sodelovanju svobodnih posameznikov. Filozofska anarhistična ideja ne odobrava kaosa ali anomije — z anarhijo opisuje naravo človeških odnosov, ki so namenoma ustanovljeni in vzdrževani.
Medtem ko sta individualna svoboda in odpor proti državi prvotni težnji anarhizma, večina anarhistov vztraja, da je anarhizem veliko več kot to. Med raznimi anarhističnimi političnimi filozofijami obstajajo velike razlike, tako da se imajo včasih tudi skupine z zelo drugačnimi pogledi za anarhistične. Na to, da so menja zelo različna, na primer kažejo različna mnenja o vlogi nasilja v vzgojnem anarhizmu, o primernosti ali neprimernosti uporabe nasilja pri anarhističnem aktivizmu, o individualizmu in kolektivizmu, o odnosih med tehnologijo in hierarhijo, o interpretacijah egalitarnih idej, o zaželenosti ali nezaželenosti obstoja organizacij, o izbiri najprimernejšega ekonomskega sistema, o odnosu med ateizmom in duhovnostjo. 

## Etimologija in terminologija
Beseda »anarhizem« je sestavljena iz besede anarhija in pripone -izem, ki sta izpeljanki iz grških ἀναρχία, anarhija (ta izvira iz besede ἄναρχος, anarchos, v pomenu »brez vladarjev«; iz predpone ἀν-, an-, »brez« in ἀρχός, arhos, »voditelj«, »vladar«;) in -ισμός ali -ισμα (-ismos, -isma, iz nedoločniške pripone -ίζειν, -izein).
Najstarejši znani zapis je v srednjeveški latinščini iz leta 1539. Z besedo »anarhist« je Maximilien de Robespierre napadal pripadnike levice, ki jih je izkoristil med francosko revolucijo in se jih je kasneje hotel znebiti, čeprav so le redki med njimi zagovarjali ideje družbenega upora, značilne za kasnejše anarhiste. Številni avtorji zgodnjega 19. stoletja, kot sta William Godwin and Wilhelm Weitling, so prispevali k razvoju doktrine anarhizma kasnejših generacij, vendar sebe in svojih nazorov niso opisovali s tem izrazom.
Anarhistična filozofija doslej še ni našla enotnega in nespornega poimenovanja za cilj svojega nazora − to je za družbeni red, v katerem ne bi bilo prisilne avtoritete. Ta družbeni red običajno nosi ime anarhija in tudi večina današnjih anarhistov uporablja oznako anarhija, čeprav so nekateri anarhisti zanj iskali tudi drugačne izraze kakršna sta npr. akracija in libertarni socializem. 

### Anarhija
Oznako anarhija je za označevanje družbenega reda brez prisilne avtoritete uporabil francoski politik, ekonomist in filozof Pierre-Joseph Proudhon. Anarhija je v odnosu do prisile preveč nevtralen izraz in dobesedno pomeni zgolj odsotnost hierarhije. Beseda je grškega izvora in je sestavljena iz osnov ἀν, a(n) v pomenu »brez« in ἀρχή, arkhe v pomenu »vladavine, prednosti v socialni hierarhiji«. Izraz lahko uporabljamo bodisi kot izraz za akefalni družbeni red, za katerega se zavzemajo anarhisti, lahko pomeni pojem iz teorije mednarodnih odnosov, lahko pa gre za sopomenko za politični kaos/nered, ki ga imenujemo anomija. Dejansko izraz anarhija kot družba brez prednosti v socialni hierarhiji torej vsebuje vsaj tri možne pomene, pri čemer so si ti pomeni med seboj zelo nasprotujoči. 

### Akracija
Da bi se izognili spornemu izrazu anarhija, so nekateri anarhisti že v 19. stoletju skovali novo oznako: akracija, ki je sestavljena iz osnov a v pomenu »brez« in kratein v pomenu »gospodovanje«. Akracija torej pomeni družbeno ureditev brez gospodovanja oziroma despotizma. Gospodovanje ne obsega zgolj vsiljevanja prednosti v socialni hierarhiji, ampak tudi sporadično nasilje, ki je značilno za anomijo. Uporaba izraza akracija je kljub večji ustreznosti ostala omejena tudi med samimi anarhisti, kjer so jo uporabljali predvsem anarho-kolektivisti. Poleg tega se izraz akratija/akracija danes pogosto uporablja tudi v pomenu razuzdanosti, pomanjkanja samoobvladovanja, s čimer anarhistična ureditev ni povezana. 

### Libertarni socializem in libertarni komunizem
Izraza anarhija in akracija izhajata iz uporabe negativne definicije. Zato so nekateri anarhisti za cilj svoje politične ureditve že v 19. stoletju pričeli iskati pozitivne vsebine. Pri oznaki libertarni socializem je libertarnost treba razumeti v kontinentalnem evropskem duhu (v anglo-saškem svetu je bil izraz libertarizem vezan na idejo ekonomskega liberalizma). Toda takšna definicija je preozka, saj je nesprejemljiva za individualistične anarhiste, kakršni so bili Stirner, Warren ali Thucker. Še ožji pomen nosi oznaka anarho-komunizem, za katero se je zavzemal Peter Kropotkin.

## Razvoj anarhističnih idej

### Predhodniki anarhizma
Anarhistični primitivisti trdijo, da je najdaljše odbobje pred zapisano zgodovino bilo organizirano po anarhističnih načelih, vendar za to nimamo zanesljivih antropoloških potrditev. Akefalne družbene ureditve namreč v današnjih rodovnih ureditvah srečamo zelo redko.
Prva znana omemba izraza anarhija v političnem smislu se okrog leta 467 pr. n. št. pojavi v dramski igri Sedmerica proti Tebam, ki jo je spisal dramatik Ajshil. V tej igri Antigona zavestno ne upošteva državnih zakonov in pokoplje telo brata Polinejka, ki je umrl na strani poraženih v bitki za Tebe. 
V Antični Grčiji se je prvič pojavil tudi primer anarhizma kot filozofskega ideala. Ohranjeno je Aristipovo mnenje, da misleci ne bi smeli odstopiti svoje svobode državi, stoicistični filozof Zenon iz Kitija pa je utemeljil stoicizem, ki je izključeval vsako zunanjo prisilo. Zenonova zapuščina je bila ohranjena le v raznih citatih, zato poznamo le izseke iz njegove filozofije. Zenon je zavračal vsemogočnost države, njenih posegov in organizacije, in razglasil suverenost moralnih zakonov posameznika. Znotraj grške filozofije je Zenonova vizija svobodne družbe brez vlade nasprotna državni utopiji Platonove Države. Čeprav je narava človeka oskrbela z instinktom človekove samoohranitve, ga je hkrati oskrbela tudi z instinktom socialnosti, ki preprečuje, da bi instinkt človekove samoohranitve le-tega zapeljal v egoizem. Če bi ljudje dovolj preudarno sledili svojim naravnim instinktom, se bodo ne glede na meje združili v tako imenovanem Kozmosu, ki bo odpravil potrebo po sodiščih ali policiji, templjih ali denarju, ki ga bo nadomestilo svobodno obdarovanje skozi blagovno izmenjavo. Zenon je predhodnik anarho-kolektivizma. 
Medtem ko so bili stoiki veliki racionalisti, lahko določene proanarhistične poteze najdemo že v mitološkem in religioznem izročilu starih ljudstev, ki vsebuje zgodbe o uporih proti mogočnim oblastnikom: tako so npr. titani napadli Olimp, Prometej se je uprl Zevsu in Satan oblastnemu Jahveju − slednjega mnogi anarhisti dojemajo kot metaforo za ljubosumnega, maščevalnega in zlega despota. 
Anarhistične tendence v duhovnosti so bile značilne tako za staro Kitajsko kot za zgodnje-krščansko Sredozemlje ter srednjeveško Evropo. Na Kitajskem se je pojavil daoizem, ki je izoblikoval tudi nekatera jasna izhodišča anarhističnega spiritualizma. Tako naj bi že Laozi previdno dejal, da idealni voditelj ne vlada. Njegov nasvet pravi, da »ne obožuj uglednežev, saj potem ljudje med seboj ne bodo tekmovali. Ne ceni redkih zakladov, saj potem ljudje ne bodo kradli«. V delu Daodedžing je tudi Dao omenjen skoraj kot anarhist: »Oblači, hrani vse stvari, pa jim le noče biti gospodar.« Zhuangzi je kar naravnost podvomil o vsakršni vladi in zatrdil, da so vlade prepreke k človeški sreči, saj da je slednja odvisna od svobode posameznikov, da spontano izrazijo svojo naravo.
Nekakšen spiritualni anarhizem se je pojavil tudi v zgodnjem krščanstvu, zlasti med nekaterimi gnostiki. Krščanski učitelj Irenej tako na področju Lyona omenja delovanje pneumatikov (»poduhovljenih«), ki niso poznali prave cerkvene hierarhije, saj funkcije župnikov, škofov, bralcev svetih besedil in prerokovalcev niso bile stalne, ampak so bile za vsak obred znova določene z žrebom izmed vsega občestva, tako moškega kot ženskega. Še en gnostik - Karpokrat - naj bi pridigal življenje, podobno libertarnemu komunizmu. Takšne anarhistične tendence so se lahko razvile iz nekaterih mest v Novi zavezi, kakršno npr. zasledimo v Pismu Galačanom: »Toda, če se daste voditi Duhu, niste pod postavo.« (Gal. 5:18). Max Nettlau navaja vrsto primerov iz srednjega veka, kjer najdemo zametke anarhizma: sekta »Bratje in sestre svobodnega duha« je poskušala živeti neomejeni libertarni komunizem, v 14. stoletju so jim sledili »Klompdraggers«, v 16. stoletju amsterdamski »libertini«, Petr Chelčicky je v 15. stoletju nasprotoval razrednim razlikam, privilegijem plemstva in duhovščine ter se zavzemal za pravice žensk, adamiti so se zavzemali za preprosto življenje, seksualno svobodo in kult golote. Elementov anarhističnega razpoloženja pa ne najdemo le pri čeških husitih (in adamitih), ampak tudi pri prekrščevalcih iz 16. stoletja. Thomas Müntzer je svojo religiozno revolucijo razširil še na družbeno revolucijo, to je na uničenje obstoječega reda in njegovo nadomestitev z Božjim kraljestvom na Zemlji. Müntzer je avtoritarnega Luthra obtožil, da z zbliževanjem z oblastjo pritrjuje Pilatu, ne pa Kristusu, sam pa se je zavzemal za to, da ljudje postanemo bogovi in je leta 1525 vodil veliki kmečki upor proti oblasti knezov. Müntzer je kljub porazu sprožil pravo gibanje prekrščevalcev. Bertrand Russell je v svoji knjigi Zgodovina zahodne filozofije zapisal, da so prekrščevalci zavračali vse zakone, ker so verjeli, da bo vsakega dobrega človeka vodil sveti duh (ta premisa je vodila do komunizma).
Gerrard Winstanley, ki je vodil gibanje The Diggers, je v 17. stoletju izdal brošuro v kateri je pozival k skupni lastnini in družbeni in ekonomski organizaciji v malih agrarnih skupnostih, velja za predhodnika modernega anarhizma. Okrog sebe je zbral štirideset ljudi, ki so na kmečkem posestvu ustvarili svojo komuno. Winstanley je nasprotoval vsiljeni avtoriteti.

### Med seboj nepovezani »anarhisti«iz 18. stoletja
Prvi moderni avtor, ki je objavil daljšo razpravo, ki zagovarja brez-vladje, je bil William Godwin v delu »Raziskava o načelih politične pravičnosti« (Enquiry Concerning Political Justice) iz leta 1793. Pri omenjeni razpravi gre namreč za prvo koherentno in celovito predstavitev anarhističnih idej, zaradi česar pri mnogih velja za začetnika filozofskega anarhizma in to kljub temu, da v tem delu Godwin pri povzemanju Lockea uporabi izraz anarhija le v slabšalnem pomenu anomije. Godwin v njej dokazuje, da obstoj države in lastnine vodi v velika prelivanja krvi in zatiranje. Velika neenakost povzroča poglabljanje revščine, nezaslišano bogatenje in predrznost bogatih. Zaradi tega so človekovi zakoni in njih izvrševanje krivični. Toda Godwin ostro zavrne možnost rešitve v revoluciji, ki jo ima le za novo obliko tiranije, v kateri strasti zameglijo razum. Toda obenem nasprotuje institutu države, kjer gre v vsakem primeru za tiranijo − republike in despotistične dežele se med seboj ločijo le po stopnji tiranije. Godwin se nasprotno zavzema za to, da bi na splošnih volitvah postopoma oblikovali skupščine in svete, ki bi pri urejanju družbe namesto ukazov izdajali povabila, ki bi bila, če bi le bila dovolj razumna, tudi sprejeta. Tako bi se državnost postopoma razkrojila.
Proanarhistične tendence so bile v 18. stoletju bolj kot v Angliji močne v Franciji, ki je tedaj postopoma prihajala v vse večjo družbeno krizo. Nekateri plebejski duhovniki, ki so sodoživljali bridko življenje in jezo svojih vernikov, so se postavili na proanarhistična stališča. Že Jean Meslier (1664-1729) je postal ateist in je verjetno šele po letu 1718 obsodil vsakršno oblast, zahteval je ukinitev lastnine, ker da ta podpira državo, pa tudi religije, ker podpira Cerkev, lastnino pa naj bi po njegovem nadomestila skupnost dobrin. Podobne proanarhistične tendence najdemo tudi pri Dom Deschampesu (1716-1774), ki je kritiziral lastnino, medsebojno razdeljenost ljudi in tiranijo, in ki se je zavzemal za oblikovanje nove družbene ureditve brez gospodarjev in zakonov, kjer bi obstajala družbena enakost, red pa naj bi namesto na vsiljenih zakonih temeljil na običajih. Med vidnejšimi intelektualci se je na koncu svojega življenja proanarhizmu približal Denis Diderot (1713-1784). Pod vplivom Dom Deschampesa se je pričel zavzemati za družbo, v kateri ni vladarjev, lastnine in zakonov, leta 1780 pa je obsodil hlapčevanje svojim gospodarjem in se zaradi tega celo sprl s svojim prijateljem Grimmom.

### Francoska revolucija
Za »anarhiste« iz 18. stoletja je bilo v nasprotju s predhodnimi prekrščevalci in kasnejšimi anarhisti na splošno značilno, da med seboj niso bili povezani, da niso ustvarili družbenega gibanja za dosego anarhije. Izjema je babuvistično gibanje, ki ga je v času francoske revolucije ustvaril revolucionar François-Noël Babeuf, za babuvistično gibanje pa je Silvain Maréchal spisal Manifest enakih, v katerem se pojavi poziv »Izginite, sovražne razlike med vladarji in vladanimi!«, in v katerem je obrazložen naiven tip anarho-komunistične ureditve. S porazom francoske revolucije in z Godwinovo smrtjo so proanarhistične ideje za nekaj časa zamrle. Povsem na novo in v novih okoliščinah so se šele čez štiri desetletja pojavile s Proudhonom.

### Razvoj anarhistične misli
Pierre-Joseph Proudhon (1809-1865) velja za očeta modernega anarhizma in za očeta mutualizma. Bil je prvi, ki je v štiridesetih letih 19. stoletja za oznako protidržavnega političnega gibanja in brezoblastne družbene ureditve pričel uporabljati pojem anarhije. Čeprav je bil socialist, je bil obenem skrajni individualist, ki mu komunistične ideje niso bile všeč. Zato je v svojem mutualizmu združeval načeli enakopravnosti in vzajemnosti. Znan je njegov rek »Lastnina je tatvina!«, vendar s to izjavo Proudhon ni mislil vse lastnine, ampak le njeno zlorabo. Hotel je preprečiti obrestovanje kapitala in njegovo grabljenje, medtem ko je v lastnini sicer videl najboljšo zaščito pred posegi oblasti. Zavzel se je za uvedbo samoupravljanja, za ljudske izmenjalne banke, v katerih bi se menjali delavski čeki z nominalnim številom (kasneje ponderiranih) ur. Razredno ureditev in državno oblast z javno upravo bi bilo treba ukiniti ter ustvariti civilno milico. Toda Proudhon se je kmalu odrekel anarhizmu in ponovno pristal na zmerni etatizem.
Mihail Bakunin (1814-1876) se je anarhističnim idejam zares zapisal šele proti koncu življenja. Njegovo mnenje je bilo, da je lastnina državna institucija, in da bo ukinitev države sama po sebi ukinila tudi zasebno lastnino s kapitalizmom vred, v nasprotju z Proudhonom pa se je oprijel anarhističnega kolektivizma, to je brezdržavne družbene ureditve s prepovedjo političnih strank in s kolektivno lastnino, v kateri bi obstajale svobodne kmetijske in industrijske asociacije. Bakunin je ostro kritiziral avtoritarni socializem Karla Marxa in obenem podprl sindikalni boj kot naravno organizacijo množic, s čimer je odprl pot oblikovanju anarho-sindikalizma. Bakunin je v svojem aktivizmu naredil dve večji napaki. Bakunin, ki razen v obdobju pod vplivom Nečajeva ni bil naklonjen nasilju, je podprl Nečajeve teroristične ideje in razvil idejo o tajni ekstremistični revolucionarni organizaciji. Čeprav se je nazadnje skušal od distancirati od Nečajeva, je s prvo idejo sprožil val anarhističnega terorizma (Propaganda z delom), s pomočjo druge ideje pa je kasneje Lenin oblikoval avtoritarno boljševistično organizacijo. Bakunin ni izdelal zanesljive teorije o anarho-kolektivistični družbi, to so storili Cesar de Paepe, Serrano Y Oteiza, Jose Llunas in Anselmo Lorenzo. 
Peter Kropotkin (1842-1921) je utemeljil teorijo anarho-komunizma. Svoje poglede je utemeljil na zakonu vzajemne pomoči in se zavzel za skupno lastnino proizvodnih sredstev, za gospodarsko in komunalno samoupravo ter za odpravljanje delitve dela. V sami Rusiji je bil Kropotkin med mnogimi anarhisti označen za »desničarja«, zato je bil tam precej izoliran. Po eni strani je bil plemiškega porekla, po drugi je zagovarjal obstoj delavskih organizacij in je bil v svoji dialektiki prepričan, da je tehnična razvitost pomemben predpogoj za ustvaritev anarhistične družbe. Zato je menil, da Rusija zaradi zaostalosti še ni pripravljena na revolucijo ter je predlagal, naj se raje preoblikuje v federalno republiko po zgledu ZDA. Med prvo svetovno vojno je v nasprotju z nepristranskostjo večine anarhistov podprl Antanto. Poleg tega se je po začetnem zagonu odpovedal propagandi z delom, čeprav je sicer zagovarjal revolucijo. Čeprav je bil v anarhističnem gibanju izolirana črna ovca, je bil najbolj plodovit anarhistični pisec, njegova dela pa so postala idejna podlaga anarho-komunističnega gibanja. Poleg Kropotkina so v njegovem času delovali še Malatesta in Landauer, pa tudi pacifistični in religiozni Tolstoj, ki ga pogojno prištevamo med anarhiste.

## Teorija anarhizma
Anarhistična teorija se posveča kritiki države, kapitalizma in religije, utemeljevanju revolucionarne prakse ter podobi nove družbene ureditve. 

### Članki
- Feyerabend, Paul, Teze za anarhizem. V Analiza, 2001, št. 1-2, str. 135-139. (COBISS)